# Jurgen Wrangel

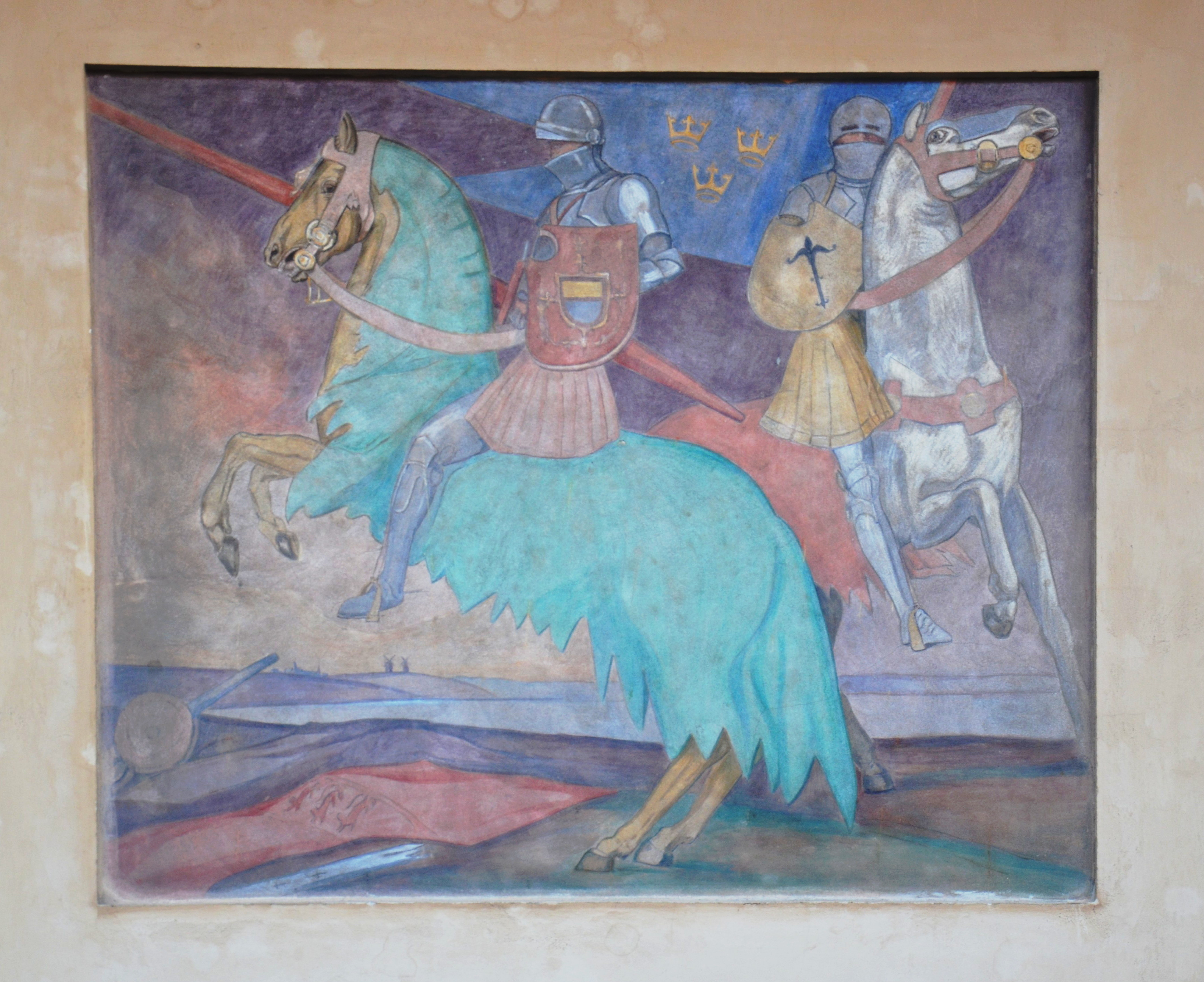
Fresk föreställande "Slaget om Brännkyrka 1519" på Brännkyrkas församlingshus gårdsfasad på Liljeholmsberget i Stockholm.

Hans Jurgen Wrangel von Brehmer, född 29 oktober 1881 på Häckeberga i Genarps socken, Skåne, död 18 april 1957  på sin gård Silvåkra, var en svensk friherre, målare, tecknare och grafiker medlem av modernistgruppen De tolv.

## Liv och verk
Jurgen Wrangel var son till ryttmästaren Tönnes Wilhelm Wrangel och Olga Lang och gift första gången 1905–1917 med Anna Faehte samt far till Isabella Wrangel. Han studerade konst vid konstakademierna i Karlsruhe och Paris samt vid Académie Colarossi perioden 1902–1914. På sin fritid under sin tid i Paris kopierade han äldre mästares verk på Louvren. Han genomförde sin första utställning i Stockholm tillsammans med sin hustru Anna 1916 men medan kritiken lovordade hans frus konst möttes hans konst av föga förståelse. Detta medförde att han under flera år höll sig i skymundan innan han i början av 1930-talet blev en stadig gästutställare på Galerie Moderne. 
Den som till fullo uppskattade hans egenartade konststil var prins Eugen och han blev från 1920-talet hans närmaste målarvänn. Wrangel vistades ofta på Waldemarsudde och tillsammans med prinsen genomförde han målarresor till Provence. Wrangel vistades ofta på resande fot och tillsammans med Hugo Zuhr tillbringade han 1936–1937 på de grekiska öarna. I början av 1940-talet drabbades han av en ögonsjukdom som tvingade honom att sluta med sitt målande. 
Wrangel var en skicklig tecknare som uppskattades mycket i London och Paris där Galerie Charpentier visade en specialutställning med hans teckningar 1936. Som grafiker var han autodidakt och sysslade nästan uteslutande med torrnålsgravyr i en något difus stil. Som illustratör illustrerade han bland annat Anders Österlings Dikter 1924, Verner von Heidenstams Dikter 1927 och Theokritos Idyller 1929 som trycktes i små exklusiva upplagor. Bland hans större arbeten väggmålningar i en realistisk stil för Svenska Lloyds styrelserum 1918, freskomålning av Neapelbukten i Lilla ateljén i Millesgården 1921, italienska landskapsskildringar i konstverkshallen på Göteborgsutställningen 1923 och en fresk med Sten Sture den yngre och Gustav Vasa för Brännkyrka kommunalhus 1924. 
Efter moderns död ärvde han gården Silvåkra där han tillbringade de sista åren av sitt tillbakadraget tillsammans med sin hustru och sin stora boksamling. Separat ställde han ut ett flertal gånger på Galerie Moderne i Stockholm och Färg och Form, Svensk-franska konstgalleriet, Göteborgs konsthall samt i Bryssel, Amsterdam, Argentina, Basel, Helsingfors och USA. Han medverkade i en grupputställning på Liljevalchs konsthall 1923, Skånes konstförenings höstutställning i Malmö 1925, Sveriges allmänna konstförenings salonger i Stockholm, Grafiska sällskapets utställning på Konstakademien 1927 samt en utställning med interskandinavisk grafisk konst i Köpenhamn 1935. En minnesutställning med hans konst visades på Malmö museum 1958 och på Konstakademien i Stockholm 1959. 
Utöver sitt konstnärskap var Jurgen Wrangel även verksam som översättare av fransk litteratur. Han har bland annat översatt Noa Noa, resan till Tahiti, av Paul Gauguin. Hans konst består av  samt skildringar från Stockholmstrakten, Arild och fäderngodset Häckeberga. Wrangel är representerad vid bland annat Nationalmuseum, Moderna museet, Göteborgs konstmuseum, Malmö museum, Norrköpings Konstmuseum, prins Eugens Waldemarsudde, franska statens konstsamling, British Museum i London, Nasjonalgalleriet i Oslo och Kunsthalle i Hamburg.

## Verk i urval
- Hamnbild, 1930, olja på duk
- Bergslandskap, okänd datering, olja på duk
- Le Pont de la Concorde, 1909, olja
- Dimman, 1931, olja
- Slaget om Brännkyrka, 1928, fresk